# Leonardville
Leonardville ist ein Dorf im Wahlkreis Aminuis in der Region Omaheke in Zentralost-Namibia. Es hat 2099 Einwohner (Stand 2023) auf einer Fläche von 56,7501 km².
Leonardville ist der historische Hauptort der Lambert-Orlam, einem Clan der Orlam-Nama.

## Kommunalpolitik
Bei den Kommunalwahlen 2020 wurde folgendes amtliche Endergebnis ermittelt (Trend zu den Kommunalwahlen 2015 angegeben).

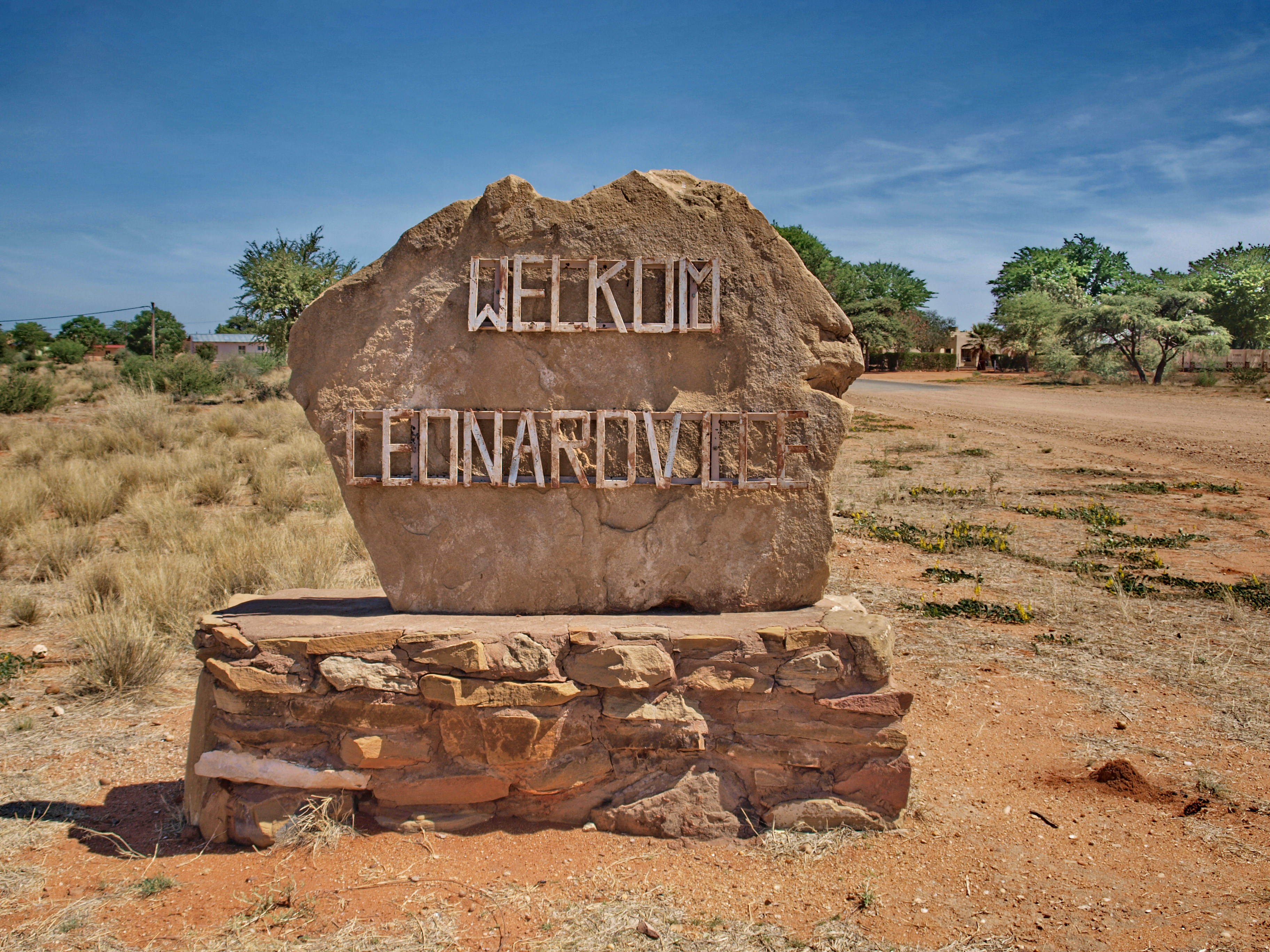
Leonardville

| Partei    | Stimmen | Stimmenanteil | Sitze |
| --------- | ------- | ------------- | ----- |
| SWAPO     | 336 ▲   | 57,2 % ▼      | 3 ▬   |
| LPM NEU   | 151     | 25,7 %        | 1     |
| NUDO      | 060 ▼   | 10,2 % ▼      | 1 ▬   |
| PDM       | 040 ▲   | 06,8 % ▼      | 0 ▬   |
| Insgesamt | 587 ▲   | 100 %         | 5     |